# Cerul poate să aștepte
Cerul poate să aștepte  (titlul original: în engleză Heaven Can Wait) este un film american din 1978 regizat de Warren Beatty și Buck Henry. Rolurile principale au fost interpretate de actorii Warren Beatty, James Mason, Julie Christie. Este a doua ecranizare a piesei de teatru omonime a lui Harry Segall, fiind precedat de filmul Here Comes Mr. Jordan (1941).  
A avut nouă nominalizări la Premiile Oscar.

## Distribuție
- Warren Beatty - Joe Pendleton/Leo Farnsworth/Tom Jarrett
- Julie Christie - Betty Logan
- James Mason - Mr. Jordan
- Jack Warden - Max Corkle
- Charles Grodin - Tony Abbott
- Dyan Cannon - Julia Farnsworth
- Buck Henry - The Escort
- Vincent Gardenia - Det. Lt. Krim
- Joseph Maher - Sisk
- Hamilton Camp - Bentley
- Arthur Malet - Everett
- Stephanie Faracy - Corinne
- Jeannie Linero - Lavinia
- John Randolph - Former owner
- Richard O'Brien  - Former owner's advisor
- Deacon Jones - Gorman
- Les Josephson - Owens
- Jack T. Snow - Cassidy
- Jim Boeke - Kowalsky
- Charley Cowan (nemenționat) - Football player
- Jerry Scanlan - Hodges
- Bryant Gumbel (nemenționat) - TV sportscaster
- Curt Gowdy
- Al DeRogatis
- Peter Tomarken - Reporter
- Larry Block - Peters
- R. G. Armstrong - General Manager

## Premii și nominalizări
Liste American Film Institute
- AFI's 100 Years...100 Laughs - Nominalizare[4]
- AFI's 100 Years...100 Passions - Nominalizare[5]
- AFI's 10 Top 10 - Nominalizare la categoria film fantastic[6]